# 哈根布赫
哈根布赫（德語：Hagenbuch）是瑞士联邦苏黎世州温特图尔区的市镇。该市镇面积为8.17平方千米，海拔高度583米，2018年12月31日人口数为1,082。

## 外部連結
- 哈根布赫官方网站（页面存档备份，存于） （德文）